# ماريا جلازوفسكايا
ماريا ألفريدوفنا جلازوفسكايا (26 يناير 1912 - 20 نوفمبر 2016) (بالروسية: Мари́я Альфре́довна Глазо́вская) هي عالمة تربة وجيوكيميائية روسية. أستاذة فخرية في جامعة موسكو الحكومية، وعضو فخري في الجمعية الجغرافية الروسية وجمعية دوكوتشييف لعلوم التربة، وأستاذة فخرية بجامعة وارسو، وطبيبة فخرية في جامعة صوفيا. كانت نائبة رئيس جمعية عموم الاتحاد لعلماء التربة، وهي عضو مراسل في اللجنة الدولية لاستخدام الأراضي وعضو في اللجنة الاستشارية لمنظمة الفاو واليونسكو.

## تشريفات وأوسمة
- وسام الراية الحمراء من حزب العمال (1971)
- وسام الشرف (1961)
- وسام للعمل الشجاع في الحرب الوطنية العظمى 1941-1945 (1945)
- ميدالية المخضرم في العمل (1984)
- جائزة الدولة السوفيتية (1987)
- أستاذة فخرية في جامعة موسكو الحكومية (1994)[3]

## روابط خارجية
- Profile Maria Glazovskaya official RAS site